# Viva.co.id
VIVA.co.id (dawniej VIVANews.com) – indonezyjski portal internetowy o charakterze informacyjnym. Tematyka serwisu koncentruje się na aktualnościach oraz treściach biznesowych i sportowych.
Witryna należy do krajowego przedsiębiorstwa mediowego Visi Media Asia, które jest także właścicielem stacji telewizyjnej ANTV. Nie istnieje drukowany odpowiednik serwisu.
Serwis został założony w 2008 roku. W ciągu miesiąca portal odnotowuje ok. 7 mln wizyt (stan na 2020 rok). Według danych z 2017 r. jest jednym z najchętniej czytanych serwisów informacyjnych w Indonezji. W lutym 2022 r. był 39. stroną WWW w kraju pod względem popularności (według danych Alexa Internet).
Wcześniejsza nazwa serwisu to VIVANews.com, obecną (VIVA.co.id) przyjęto w lipcu 2012 r. Pod domeną forum.vivanews.com istniało niegdyś forum dyskusyjne.